# Distretto di Nahrin
Il distretto di Nahrin è un distretto dell'Afghanistan appartenente alla provincia di Baghlan. Viene stimata una popolazione di 32 444 abitanti (stima 2016-17).